# Roberto Holden
Roberto Holden Jara (Asunción, Paraguay, 24 de junio de 1900-Ib., 9 de febrero de 1984) fue un pintor paraguayo. Ha sido uno de los fundadores y el primer director de la Escuela de Bellas Artes, hoy establecida como Instituto Superior de Bellas Artes.
Era hijo del ciudadano británico Noel Holden y de la paraguaya Julia Jara.

## Infancia y juventud

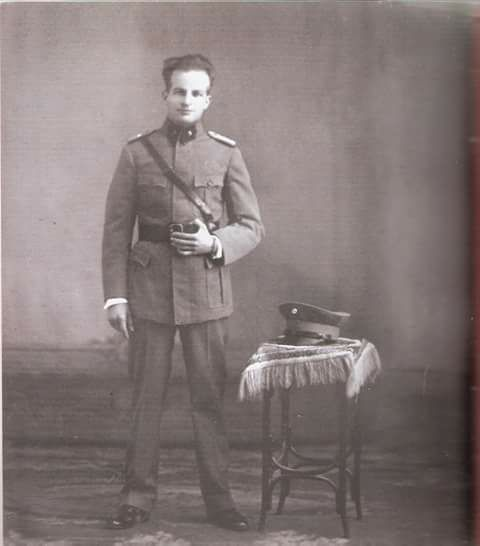
Teniente Roberto Holden Jara

Holden inició sus estudios de dibujo y pintura bajo la tutoría de Héctor Da Ponte en Buenos Aires, y posteriormente, gracias a una beca, continuó su formación en Europa, donde estudió en Roma, Madrid y París, coincidiendo en estos lugares con uno de los máximos representantes del surrealismo, el español Salvador Dalí.
En 1926, tras dos años de estudios, regresó a Paraguay y presentó una exposición en el Gimnasio Paraguayo. A partir de ese momento, participó en diversas exposiciones colectivas, destacándose en los Salones de Primavera en Asunción, una exposición conjunta con artistas paraguayos en Buenos Aires, así como en la Bienal y la retrospectiva del arte paraguayo, celebradas en São Paulo, Brasil. También realizó múltiples exposiciones individuales en Asunción.
En sus primeras etapas, Holden abordó temáticas como paisajes, retratos, desnudos y escenas de la vida indígena, basadas en observaciones realizadas en el Alto Paraná. Estos temas, inicialmente literarios, adquirieron una mayor profundidad y expresión en la pintura de Holden, alcanzando una significativa representación gráfica.
La guerra del Chaco (1932-1935), conflicto bélico entre Paraguay y Bolivia, marcó un cambio abrupto en su obra. Holden se incorporó como oficial en el Ejército Paraguayo y se trasladó a los cañadones chaqueños. Durante su estadía en la zona de conflicto, además de realizar esquicios y planos, actividad en la que sobresalía, capturó, a través de su pintura, escenas vívidas de la guerra.

## Obras
Concluida la guerra del Chaco, las parcialidades indígenas del Chaco ocuparon toda la atención creativa de Roberto Holden. La abundancia de obras con temática indígena fue tal que incluso proyectó la creación de un «Museo del Indio», realizando una exposición destacada en 1941 en el Salón de la Alianza Francesa. Entre las telas más sobresalientes de esta serie se encuentran India guaraní, Carretero guayakí, Morena de ojos verdes, Retrato de Julio Correa y Parehara.

Al respecto, Ticio Escobar, crítico de arte y estudioso de las artes visuales en Paraguay, expresó: 
«Su fiel realismo representativo confiere algunas veces a su obra el valor de verdaderos documentos etnográficos. Por eso, su pintura no puede ser considerada como parte del "indigenismo"; no existe la menor intención de incorporar, ni aun superficialmente, reforma alguna para comunicar una nueva valoración del indio y de su cultura. El insistente retrato del indio al que el artista se dedicó casi exclusivamente durante 28 años, parece corresponder tanto a un mero interés en documentar los caracteres físicos de las distintas etnias chaqueñas como a preocupaciones estéticas.»

## Últimos años
En 1957, Roberto Holden fundó la Escuela de Bellas Artes, actualmente conocida como el Instituto Superior de Bellas Artes, institución de la que fue nombrado primer director y en la que desempeñó funciones como docente desde sus inicios, dejando un legado en la educación artística del país.
Falleció en Asunción el 9 de febrero de 1984.